# Blankenheimer Hof (Köln)
Der Blankenheimer Hof war ein herrschaftliches Anwesen in der Kölner Altstadt-Nord und stand  bis zu seiner Niederlegung im Jahre 1913 am Neumarkt Nr. 2.

## Entstehungsgeschichte

Neumarkt – von links: Nesselroder Hof (Nr. 4), Blankenheimer Hof (Nr. 2) und (zurückgebaut) Polizeipräsidium (1905)

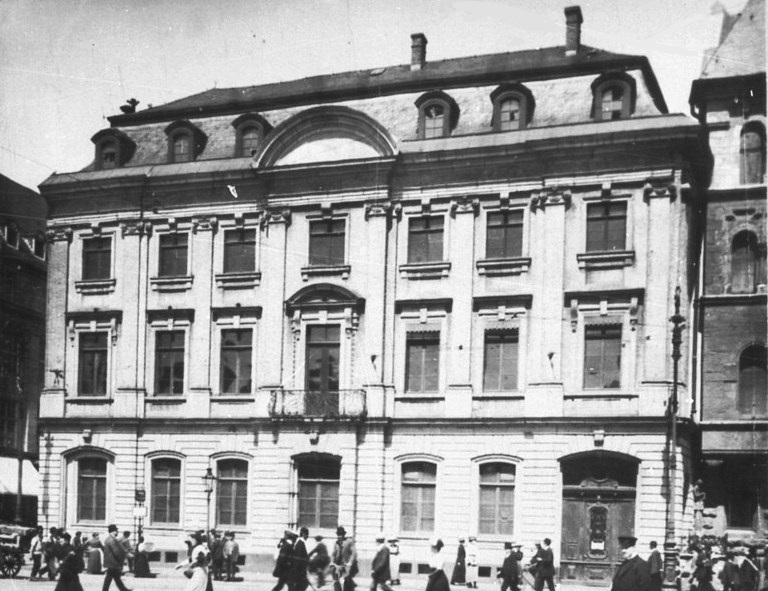
Neumarkt 2 – Blankenheimer Hof (um 1910)

In Neumarkt Nr. 2 erhob sich um 1200 der „Schwerthof“, einer Rüstkammer für Adelige, die nach mehreren Umbauten den Besitzer wechselte. Umstritten ist, wer sein neuer Besitzer wurde. Nach Ansicht von Helmut Signon gelangte das Grundstück in den Besitz von Philipp Christian Graf von Sternberg und Manderscheid (* 5. März 1732; † 14. Mai 1811), der hier 1758 den Blankenheimer Hof errichten ließ und ihn nach seiner Gattin Augusta, der Tochter von Johann Wilhelm Franz von Manderscheid zu Blankenheim, „Blankenheimer Hof“ benannte. Er war auch unter dem Namen „Sternberger Hof“ bekannt. Nach Auffassung von Hans Vogts entstand der Nesselroder Hof 1724/28 für Franz Carl von Nesselrode; oder den Grafen von Nesselrode-Ehreshoven, der später in den Besitz von Manderscheid-Blankenheim überging und dann „Blankenheimer Hof“ hieß. Der benachbarte Schallenhof in Nr. 4 war danach seit 1756 mit dem Blankenheimer Hof verbunden, 1766 gelangte der Nesselroder Hof in das Eigentum der Grafen Manderscheid-Blankenheim, der ihn und den Schützenhof abreißen ließ und hier den Blankenheimer Hof errichtete.
Unmittelbares Nachbargebäude (Neumarkt Nr. 4) war der „Nesselroder Hof“, ein bereits zwischen 1727 und 1729 von Nikolaus Krakamp für den Hofkammerpräsidenten Franz Carl von Nesselrode erbautes Stadtpalais. Seit Ende des 12. Jahrhunderts existierte in Nr. 4 der „Schallenhof“ der Familie Schall von Bell, aus dem später der städtische Schützenhof entstand. Die Familie Schall von Bell ließ sich 1592 am heutigen Neumarkt Nr. 47 ein neues Familiendomizil errichten und verkaufte den Schallenhof der Stadt. Goedefried von Roedenheym verkaufte bereits am 2. August 1488 die ihm gehörende Hälfte des Schallenhofs („Schallenhuyss“) an die Stadt. Sie ließ hier für die Schützenbruderschaft frühestens 1444 einen Schützenhof errichten, der sowohl dem Freizeitvergnügen als auch der militärischen Ausbildung diente; er lag der Kölner Stadtansicht von 1570 des Arnold Mercator zufolge („Schutten hoff“) in der Casiusgaß hinter (südlich) den Nr. 2–4 und war von diesen durch eine Mauer getrennt. Die Stadt verkaufte den Schützenhof 1682. An Stelle des Schützenhofs entstand 1766 durch den Reichsgrafen Manderscheid-Blankenheim der Blankenheimer Hof.
Reichsgraf Manderscheid-Blankenheim verband ihn mit dem benachbarten Schützenhof (Nr. 4–6). Als Philipp Christian Graf von Sternberg und Manderscheid 1794 wegen des Einmarschs der Franzosen nach Prag floh, fiel der Nesselroder Hof (Nr. 4) als „Nationalgut“ nach dem Abzug der Franzosen dem preußischen Staat zu, der ihn 1909 an die Stadt Köln veräußerte, während der Rechtsübergang erst 1911 stattfand.
Im Blankenheimer Hof logierte Napoleon Bonaparte zweimal, und zwar zunächst vom 14. bis 16. September 1804 (Kaiserin Joséphine im übernachtete im Hackeneyschen Hof), nachdem Napoléon bei seinem Staatsbesuch von der Eigelsteintorburg kommend über Eigelstein, Marzellenstraße, Hohe Straße und Schildergasse an der jubelnden Volksmenge vorbei gezogen war.

## Spätere Nutzung

Neumarkt – von links: Nesselroder Hof (Nr. 4) und Blankenheimer Hof (Nr. 2) und der Turm des Polizeipräsidiums (um 1905)

Aufgrund eines kaiserlichen Dekrets vom 29. Dezember 1810 richtete man im Blankenheimer Hof ab 1811 die kaiserliche Tabakmanufaktur („Imperiale de tabacs“) ein, die das Tabakmonopol verwaltete und an die Stelle der Tabakfabriken trat. Von diesem Rückschlag konnte sich das Kölner Tabakgroßgewerbe nicht mehr richtig erholen. Unter den 517 Mitarbeitern befanden sich auch 11 ehemalige Tabakfabrikanten. Napoleon wohnte mit Gattin nochmals hier ab 5. November 1811 für vier Tage. Zwischen 1814 und 1816 übernahm Heinrich Joseph DuMont, der eine Tabakfabrik betrieb, das Anwesen als Pächter. Danach richtete die Stadt im Blankenheimer Hof ein Offizierskasino ein.
Die Julirevolution von 1830 sowie die Unabhängigkeit Belgiens ließen es geraten erscheinen, die preußische Truppenstärke im Westen zu erhöhen. So marschierten die Truppen der 31er Musketiere nach Köln, wo sie am 28. September 1830 die Franziskaner-Kaserne und den Blankenheimer Hof als vorläufige Garnison zugewiesen bekamen. Im Oktober 1832 war hier auf Anregung des damaligen Prinzen Wilhelm (dem späteren Kaiser Wilhelm I.) das 28. Infanterieregiment stationiert. Im September 1848 wurde der Blankenheimer Hof offiziell eine Kaserne. Am 11. September 1848 kam es während der Revolution zu Auseinandersetzungen zwischen Soldaten des Füsilierbataillons (das zum im Blankenheimer Hof stationierten 27. Infanterieregiment gehörte) und Kölner Bürgern. Die Soldaten gingen mit gezogenen Säbeln auf die Bürger los und verletzten einige von ihnen. Um 1901 nutzte man den Blankenheimer Hof bis 1912 als Offizierskasino.

## Nachfolgebauwerk
Die neue, von Stadtplaner Carl Rehorst entwickelte Verkehrsplanung sah eine Verbreiterung der auf den Neumarkt auslaufenden Schildergasse vor, der der Blankenheimer Hof im Wege stehen würde. Zudem würde er mit seiner 3,64 Meter vor die Bauflucht vorspringenden Fassade einer Nachbarbebauung seine kahle Seitenwand bieten. Das 1907 fertiggestellte Polizeipräsidium (Schildergasse 122/Ecke Krebsgasse) übernahm nämlich nicht die Bauflucht der benachbarten Neumarkt Nr. 2, sondern wurde zurückgesetzt, um die hier einmündende Schildergasse zu verbreitern. Hinzu kam, dass sich das Gebäude nach dem Durchbruch der Zeppelinstraße (1910–1912) als Hindernis herausstellte. Planungen, die Fassade im Zuge einer Neubauprojektierung am bisherigen Platz zurückversetzt oder anderer Stelle wieder zu errichten, wurden letztlich fallen gelassen. Aus diesen Gründen kam es im Herbst 1913 zur Niederlegung des Blankenheimer Hofs, dessen Grundstücksareal von 2.000 m² zunächst unbebaut blieb.
Zwischen 1911 und 1913 wurde zuerst das nach Norden anschließende Grundstück Zeppelinstraße 4–8 Ecke Am Alten Posthof mit dem Kaufhaus Isay bebaut. Der Beginn des Ersten Weltkriegs unterbrach zudem die Bemühungen seitens der Eigentümerin, der Stadt Köln, für das große Grundstück einen Käufer und potenziellen Bauherren zu finden. Schließlich erwarb im Jahr 1921 der Architekt Jacob Koerfer das mit einer Front von 75 Metern an der neuen Zeppelinstraße und 27 Metern am Neumarkt gelegene Areal, um auf diesem ein Büro- und Geschäftshaus, den Schwerthof, zu errichten.